# André Popp
Pour les articles homonymes, voir Popp.
André Popp, né le 19 février 1924 à Fontenay-le-Comte et mort le 10 mai 2014 à Puteaux, est un compositeur, arrangeur et chef d'orchestre français.
Durant plusieurs décennies, il est à la fois compositeur et arrangeur pour des interprètes de premier plan comme Juliette Gréco (La Complainte du téléphone, 1957), Anthony Perkins (On ne meurt pas pour ça, 1961), et surtout, durant plusieurs années consécutives, pour Marie Laforêt avec les chansons Les Noces de campagne (1964), Ah ! Dites, dites (1965), Manchester et Liverpool (1966) et Mon amour, mon ami (1967). Il a également réalisé des arrangements comme celui d'Irma la douce pour Zizi Jeanmaire (1957).
Parmi ses chansons composées les plus célèbres, on peut citer : Les Lavandières du Portugal (1955),, Tom Pillibi (Grand prix de l'Eurovision 1960 remporté par Jacqueline Boyer), et surtout L'amour est bleu, mondialement connu sous le titre Love is Blue (1967).
Il est également le compositeur du conte musical pédagogique Piccolo, Saxo et Compagnie ou la petite histoire d'un grand orchestre (1956) et des albums Elsa Popping et sa musique sidérante et Delirium in Hi Fi (1957).

## Biographie
André Popp naît français dans une famille néerlandaise d'origine allemande. Bien qu'il reçoive dès l'âge de cinq ans des leçons de piano, il se définira lui-même comme un autodidacte. Élève pendant la guerre d'une école religieuse, l'institut Saint-Joseph, il est appelé à tenir l'harmonium en remplacement de l'abbé organiste mobilisé lors de la Seconde Guerre mondiale. Il passe alors ses récréations, seul dans la chapelle, à répéter les morceaux destinés à la messe et à jouer des musiques modernes. Il avouera lui-même que Maurice Ravel, Igor Stravinsky et Olivier Messiaen l’attiraient beaucoup plus que Bach ou Beethoven. C'est ainsi que s'est dessinée sa vocation musicale.
En 1945, il rencontre Jean Broussolle, qui l'initie à la chanson. Avec lui il monte à Paris. Cette rencontre sera déterminante pour le début et la suite de sa carrière. À ses débuts à Paris, André Popp est embauché en tant que pianiste dans un piano-bar. Le hasard des rencontres l'amène à être engagé comme pianiste accompagnateur au cabaret des Trois Baudets (il y accompagnera entre autres Pierre Dac et Francis Blanche).
Il entre ensuite au Club d'essai de la RTF dirigé par Jean Tardieu. Il réalise ses premières orchestrations et direction d'orchestre, croise le chemin de Philippe Soupault et Raymond Queneau avec qui il collabore pour les Chansons d’écrivains et se voit confier l'émission Chansons pour demain, où il travaille pour des artistes comme Georges Brassens.
Nommé en 1953 producteur et chef d'orchestre d'un des programmes phares de la RTF, La Bride sur le cou, il compose de nombreuses musiques (une demi-heure de musique à écrire par semaine). Certaines serviront ensuite d'indicatif télévisé. 1955 lui apporte son premier succès international avec Les Lavandières du Portugal (paroles de Roger Lucchesi), chanté par Luis Mariano.
Il est le compositeur du célèbre Piccolo, Saxo et Compagnie ou la petite histoire d'un grand orchestre (1956), conte musical pour enfants destiné à un apprentissage des instruments de l'orchestre et des rudiments de l'harmonie. 5 albums 33 tours verront le jour, le 3e au cirque Jolibois faisant participer les Sipolos.
En tant qu'arrangeur et chef d'orchestre chez Philips, il fait toutes les orchestrations de Jacques Brel dont Quand on a que l'amour, celles de Simone Langlois, de Zizi Jeanmaire, des Frères Jacques, des Quatre Barbus et d'Henri Salvador.
Il effectue et enregistre sur disque avec son orchestre de nombreuses compositions dans le domaine de la musique légère, d'inspiration parfois aussi folklorique,,, et réinterprète également à sa manière plusieurs compositions célèbres d'une manière très fantaisiste et humoristique (Delirium in Hi Fi en 1957), à l'analogue de Gérard Calvi ou Roger Roger par exemple.
Il collabore avec Boris Vian, alors directeur artistique, pour plusieurs albums de la série « Musiques en tout genre ». Boris Vian lui confie la composition de Musique mécanique, chanson écrite pour Juliette Gréco (1957) ; pour celle-ci, André Popp compose également les musiques de L'Homme du « tramouay » (paroles de Raymond Queneau, diffusée en 1953 dans l'émission de radio Chansons d'écrivains), La Complainte du téléphone (paroles de François Billetdoux, 1957), De Pantin à Pékin (paroles de Pierre Delanoë, 1959), et plus tard, en 1971, Lorsque j'étais chat (paroles de Pierre Cour) et Y'a qu'Joseph qui peut m'guéri (paroles de Frank Thomas et Jean-Michel Rivat).
Il compose parallèlement pour les interprètes les plus divers. En 1955, avec Louis Ducreux, ils co-composent La rue s'allume, interprétée entre autres, par Michèle Arnaud, Barbara, Cora Vaucaire. En 1956, Catherine Sauvage enregistre dix chansons qu'André Popp a composées avec Jean Broussolle pour les paroles pour son album Ouvert la nuit. L'album est réédité dans la collection de la BnF chanson française et francophone en 2014.
En 1960, il remporte pour la France le grand prix de l'Eurovision avec Tom Pillibi, chanté par Jacqueline Boyer sur des paroles de Pierre Cour. En 1964, il compose à nouveau pour le Concours Eurovision avec La Chanson de Mallory (paroles de Pierre Cour) interprétée par Rachel qui représente la France, la chanson est classée quatrième.
Durant la décennie 1960, André Popp entame une collaboration avec l'acteur Jean-Claude Massoulier qui se lance dans la chanson comme auteur-interprète et leur association dure une dizaine d'années. La production des enregistrements effectués par Jean-Claude Massoulier est d'un ton plutôt décalé et gentiment contestataire (Le Twist agricole, 1963, La Quille, 1965, Je cherche une guerre, 1966, Les Petits Vieux, 1967). Ils concourent néanmoins pour la Rose d'or d'Antibes 1965 où Jean-Claude Massoulier interprète Les Créatures de la mer, mais c'est Erik Montry qui l'emporte.
Par ailleurs, il est arrangeur pour de nombreux chanteurs, tels Anthony Perkins (Chante en français, 1961), Juliette Gréco (Gréco chante Gainsbourg, 1959 ; Gréco chante Mac Orlan, 1964 ; Gréco chante Jean-Max Rivière et Gérard Bourgeois, 1967), Petula Clark, et surtout pour Marie Laforêt, pour laquelle il compose également les musiques de quelques-unes de ses plus grandes chansons : Les Noces de campagne (1964), Ah ! Dites, dites (1965), Manchester et Liverpool (1966) et Mon amour, mon ami (1967).
On peut également citer ses compositions notables pour Isabelle Aubret (Les Enfants et Ma bohême, 1963), Brigitte Bardot (Je danse donc je suis, 1964, Je manque d'adjectifs, 1965), Jane Birkin (My chérie Jane, 1974), France Gall (Les Rubans et la Fleur en 1964, Deux oiseaux en 1965), Françoise Hardy (Qu'ils sont heureux, 1966), Nana Mouskouri (Le Cœur trop tendre, Le garçon que j'aimais, La Colombe, 1965).
La consécration arrive avec L'amour est bleu (paroles de Pierre Cour), chanson composée pour le Luxembourg au Concours Eurovision de la chanson 1967 et interprétée par Vicky Leandros. Bien que la chanson n'atteigne que la quatrième place, sa version instrumentale réalisée en 1968 par Paul Mauriat sous le titre Love is Blue devient cette année-là un succès mondial classé 2e au Billboard Year-End Hot 100 singles of 1968 (en) (États-Unis) après Hey Jude des Beatles, et génère 40 millions de disques vendus, et plus de cent reprises, dont certaines par des artistes aussi prestigieux que Frank Sinatra ou Johnny Mathis, ce qui fait d'elle l'un des plus gros succès français à l'international de tous les temps.
Il écrit des génériques et indicatifs musicaux pour des émissions de radio comme Les Maîtres du mystère, puis pour la télévision avec La Tête et les Jambes (titre : Musique mécanique) et Le Mot le plus long (titre : El puchero), qui deviendra Des chiffres et des lettres mais avec un autre générique, attribué à Eddie Warner ,.
Dans les années 1970, il travaille pour Claude François, Sylvie Vartan, remporte le Yamaha Music Festival à Tokyo avec Un jour l'amour chanté par Martine Clémenceau. La chanson Song for Anna, jouée par le guitariste hawaïen Herb Otha, reste dans les hit-parades américains pendant 3 mois. Il compose pour le film de Nelly Kaplan Papa les p'tits bateaux (1971) avec Michel Bouquet et Judith Magre, pour une série télévisée de Fernand Marzelle : Pont dormant (1972) et pour L'Éden Palace de Frédéric Compain (1976) avec Michael Lonsdale. Sortie du quatrième Piccolo Saxo à Music City (1972) puis du cinquième et dernier Piccolo Saxo : La Symphonie écologique (1974).
En 1975, il participe encore au Concours Eurovision de la chanson en composant Une chanson c'est une lettre avec des paroles de Boris Bergman que la chanteuse Sophie défend pour Monaco, mais elle n'arrive qu'à la 13e place. En 1977, Dalida reprend Le Temps de mon père, chanson écrite pour Jeannette l'année précédente, une nouvelle fois avec le parolier Pierre Cour.
Dans les années 1980, André Popp compose quatre chansons avec le parolier Eddy Marnay pour Céline Dion. En 1983, il compose la musique du film En cas de guerre mondiale, je file à l'étranger de Jacques Ardouin avec Sabine Paturel, Michel Galabru, sur un scénario de Jean-Claude Massoulier.
Dans les années 1990, l'Orchestre de Paris, dirigé par Semyon Bychkov, avec Peter Ustinov comme récitant, réenregistre les 2 premiers Piccolo Saxo sous la direction artistique du compositeur. L'orchestre Métropole de la radio hollandaise reprend 21 morceaux d'orchestre de la Bride sur le cou (1999). La Sacem lui remet la médaille de Chevalier des Arts et des Lettres (1995).
Dans les années 2000, il compose la musique du moyen métrage Julia et les hommes de Thierry Jousse (2003),. Sortie de Piccolo, Saxo et Compagnie en film d'animation de Marco Villamizar et Éric Gutierrez. En 2001, Bertrand Burgalat édite sous son label Tricatel un album hommage intitulé Popp Musique et en 2005 l'orchestre de jazz Le Sacre du Tympan reprend plusieurs de ses compositions dans son album Le Retour.
Plusieurs de ses titres sont repris dans des films dont 8 femmes de François Ozon (Mon amour, mon ami), Liberace de Steven Soderbergh (Love is blue) et en 2014 dans la pièce de théâtre Je préfère qu'on reste amis... de Laurent Ruquier (Mon amour, mon ami).
En février 2014, Love is Blue interprété par Paul Mauriat est classée 16e du  Billboard Top 50 'Love' Songs of All Time] pour être resté n°1 au Hit Parade pendant 5 semaines en 1968 (12 février 2014).
Mai 2014, la comédie musicale Irma la douce est représentée avec les orchestrations d'André Popp au New York City Center.
André Popp meurt le 10 mai 2014 et une cérémonie civile a eu lieu le 16 mai 2014 à la chambre funéraire du crématorium du Mont Valérien de Nanterre (Hauts-de-Seine). Il fut l'époux de Marie-Jeanne Morel dont il a trois fils : Daniel, Michel et Frédéric.

## Œuvre
- 1957 : Les Lavandières du Portugal de Pierre Gaspard-Huit avec la chanson qui a donné son nom au film.
- 1958 : Un film de marionnettes de 15 min (totalité) de Piccolo Saxo et Cie est réalisé par Joop Geesink's Dollywood pour Philips Electronics
- 1959 : Le Petit Prof de Carlo Rim avec Darry Cowl, Béatrice Altariba
- 1959 : Théâtre de l'Atelier, Un beau dimanche de Septembre[31] de Ugo Betti. Mise en scène de André Barsacq. Décors de Jacques Noël. Musique de André Popp. Distribution : Suzanne Flon - Daniel Le Roy - Elisabeth Barsacq - Claude Rollet - Pascal Mazzotti - Claude Rich - Marcel Cuvelier - Maurice Chevit - Arlette Gilbert - Michel Duroy - Edith Perret - Jacques Morel
- 1960 : Un beau dimanche de Septembre, téléfilm ORTF avec Suzanne Flon et Claude Hirsch
- 1961 : Tintin et le mystère de la Toison d'or de Jean-Jacques Vierne avec Jean-Pierre Talbot, Georges Wilson
- 1963 : Théâtre de l'Atelier, Le satyre de la Villette[32] de René Obaldia]. Mise en scène de André Barsacq. Décors de Jacques et Catherine Noël. Musique de André Popp. Distribution : Lila Kedrova - R. J. Chauffard - Michel de Ré - Rosine Rosette - Julien Guiomar - Joëlle Tissier - P. J. Moncorbier - Jacques Rispal - Gilles Guillot
- 1964 : Théâtre de l'Atelier, Le Monstre de Turquin, de Carlo Gozzi, Mise en scène de André Barsacq, Décors de Jacques Noël, Costumes de Jacques Noël, Musique de André Popp, Distribution: Jacques Mauclair - Pierre Pernet - Henri Labussière - Georges Audoubert - Daniel Sarky - Monique Vita - Marie Dubois - Michel Bedetti - Gabriel Jabbour - Dominique Blanchar - Philippe Engrand - Isaac Alvarez
- 1965 : Deux heures à tuer d'Ivan Govar avec Pierre Brasseur
- 1967 : Le Roi Cerf de Carlo Gozzi, réalisation Pierre Barzach
- 1971 : Papa les p'tits bateaux de Nelly Kaplan avec Michel Bouquet, Judith Magre
- 1972 : Pont dormant, série télévisée de Fernand Marzelle
- 1976 : L'Eden-Palace de Frédéric Compain avec Michael Lonsdale
- 1983 : En cas de guerre mondiale, je file à l'étranger de Jacques Ardouin avec Sabine Paturel, Michel Galabru
- 2003 : Julia et les hommes, moyen métrage de Thierry Jousse
- 2006 : Piccolo, Saxo et Compagnie, film d'animation de Marco Villamizar et Éric Gutierrez

## Discographie

### Albums studio
- 1956 : Musiques en tous genres (Fontana)
- 1957 : André Popp présente Elsa Popping (Fontana)
- 1958 : Po... Pô... Popp ! (Mercury)
- 1958 : Musique magique (Fontana)
- 1963 : Holiday for DJ's (Palette)
- 1964 : Popp around the world (Polydor)
- 1967 : Popp's Music (Mercury)
- 1968 : My way of music (Mercury)
- 1972 : Le Cœur en fête (Disc'Az)
- 1974 : Mon cinéma à moi (Polydor)
- 1975 : Sound of Love (RCA)

### Super 45 tours (EP)
- 1955 : André Popp joue André Popp (Pathé)
- 1958 : Popp charleston (Fontana)
- 1960 : Colargol (Fontana)
- 1956 : L'Homme invisible (Vogue)
- 1961 : Tintin et le Mystère de la Toison d'or, bande originale du film (Mercury)

### Compilations
- 2001 : Popp Musique, 1 CD Collection Musée de l’Imaginaire, Album 14 Tricatel conçu par Stéphane Lerouge avec l’aide d’André Popp, Bertrand Burgalat, Thomas Jamois et Pierre-Yves Binctin, liste des titres :

1. André Popp et son orchestre : Ballade à la rose, musique d’André Popp, 1965
2. Jeanette : Le Temps de mon père, paroles de Pierre Cour et musique d’André Popp, 1976
3. André Popp et son orchestre : Musique mécanique, musique d’André Popp 1956
4. Claudine Longet : Love is Blue, paroles françaises de Pierre Cour, paroles anglaises de Bryan Blackburn, musique d’André Popp, 1968
5. André Popp et son orchestre : Bloody Serenade, musique d’André Popp, 1974
6. Herman's Hermits : Years may Come, Years may Go, paroles anglaises de Jack Fishman, musique d’André Popp, 1973
7. André Popp et son orchestre : Tintin et le Mystère de la Toison d'or, BO du film de Jean-Jacques Vierne, musique d’André Popp, 1961
8. André Popp et son orchestre : Chasseurs sachez danser, paroles de Pierre Cour et musique d’André Popp, 1960
9. Marie Laforêt : Manchester et Liverpool, paroles d’Eddy Marnay et musique d’André Popp, 1966
10. André Popp et son orchestre : Sous son chapeau cloche, musique d’André Popp 1958
11. André Popp et son orchestre : Picasso Blues, musique d’André Popp, 1974
12. Maracaña : Foi a Madame, paroles de Jean-Pierre Lang et musique d’André Popp, 1975
13. André Popp et son orchestre : L’Homme invisible, paroles de Pierre Cour et musique d’André Popp, 1960
14. Jeanette : Jeremy, paroles de Michel Zacha et musique d’André Popp, 1976
15. André Popp et son orchestre : Laura Mia, musique d’André Popp, 1974
16. André Popp et son orchestre : Sixty Days without Claudia, musique d’André Popp, 1974
17. Francine Lainé : Lolitissimo, paroles d’André Salvet et musique d’André Popp, 1970
18. André Popp et son orchestre : Shade of Blue, musique d’André Popp, 1974
19. Astrud Gilberto : Les Lavandières du Portugal, musique d’André Popp, 1966
20. Orchestre de Paris, avec la voix de Peter Ustinov, direction Semyon Bychkov : Piccolo, Saxo et Compagnie (final), paroles de Jean Broussolle et musique d’André Popp, 1990

- 2019 :  André Popp, la musique m’aime , coffret de 6 CD retraçant le parcours d'arrangeur et compositeur du musicien. Label Panthéon, Philippe Gondouin/ Universal, conception Daniel Popp

## Distinctions
1980 : Piccolo, Saxo et Compagnie entre dans le répertoire des grands orchestres symphoniques et André Popp devient officiellement un compositeur de musique classique à part entière.

### Récompenses
- 1955 : Grand Prix du disque pour Les Lavandières du Portugal[13].
- 1957 : Grand Prix de l'Académie du disque pour Piccolo, Saxo et Compagnie[13].
- 1960 : Grand prix de l'Eurovision avec Tom Pillibi (paroles de Pierre Cour), interprétée par la française Jacqueline Boyer, première chanson lauréate à remporter un grand succès, notamment dans plusieurs pays européens : Allemagne, France, Pays-Bas, Royaume-Uni et la Suède.
- 1971 : 1er prix de Yamaha Music Festival avec Un jour l'amour (paroles de Jean-Claude Massoulier) interprétée par Martine Clémenceau.
- 1985 : Grand Prix Sacem de la musique instrumentale de variété décerné par les auteurs, compositeurs et éditeurs de la Sacem.
- 1995 : Chevalier dans l'ordre des Arts et des Lettres, médaille remise le 25 mars à André Popp à la Sacem.

## Hommages
« Parce que, à mes yeux, il [André Popp] symbolise un idéal. C’est le chaînon manquant entre Messiaen et la variété. J’aime son sens mélodique, son goût pour les harmonies qui frottent, les orchestrations givrées. J’ai découvert André à travers un album mythique, Delirium in Hi Fi, où il reprenait à sa sauce, forcément délirante, des standards comme Perles de Cristal ou La Polka du Roi. Là, je fais la même chose avec sa musique : je lui rends hommage en essayant modestement de lui injecter un peu de moi-même… Je pense qu’André sera sensible à ces reprises. »

— Hommage de Fred Pallem, chef de l'orchestre du Sacre du Tympan, à propos de ses choix musicaux pour son album Le Retour, 2005.

« Je suis très touché par le décès d'André Popp, grâce à André Popp et son Piccolo, Saxo et Compagnie, des générations de musiciens sont venus à la musique. J'aimais le compositeur et l'homme tout à fait remarquable et toujours près de la Sacem. »

— Hommage de Jean-Claude Petit, compositeur, président du conseil d’administration de la Sacem, 2014.